# Bulbostylis craspedota
Bulbostylis craspedota är en halvgräsart som beskrevs av Emilio Chiovenda. Bulbostylis craspedota ingår i släktet Bulbostylis och familjen halvgräs. Inga underarter finns listade i Catalogue of Life.